# Villa Menale
Villa Menale è una delle ville del Miglio d'oro di Napoli.
È situata a San Giorgio a Cremano in via Enrico Pessina 57.
La villa fu edificata nel Settecento ma del suo impianto architettonico originario nulla è rimasto in quanto la dimora è stata oggetto nella seconda metà dell'Ottocento di numerosi interventi di restauro e rifacimento. 
Nulla è rimasto anche del giardino barocco che originariamente si sviluppava sul retro della dimora.
Perduta è andata anche la pregevole esedra che originariamente sorgeva nel cortile di rappresentanza secondo la testimonianza del Pane.